# Christoph Kunz (Skirennfahrer)
Christoph Kunz (* 24. März 1982 in Frutigen) ist ein ehemaliger Schweizer Behindertensportler im Swiss Monoski Team (Nationalmannschaft der SPV).
Kunz verunfallte im Juni 2000 mit dem Motorrad zwischen Thun und Interlaken. Dabei fiel er auf den Rücken und ist seither ab dem fünften Brustwirbel gelähmt. Nach der Rehabilitation am Schweizer Paraplegiker-Zentrum kehrte er ans Gymnasium in Münchenbuchsee zurück und schloss es 2002 mit der Matur ab. Er begann eine Lehrerausbildung und anschliessend eine verkürzte Banklehre. Christoph Kunz arbeitete zwei Jahre bei der Spar- und Leihkasse Frutigen und danach vier Jahre bei der SPV in Nottwil, bevor er sich als Profi auf den Sport konzentrierte. Seit 2004 ist er verheiratet und hat vier Kinder.

## Sportliche Erfolge
- Schweizer Behindertensportler des Jahres 2010

### Paralympische Winterspiele
Winter-Paralympics 2014 in Sotschi
- Gold im Riesenslalom, sitzend

Winter-Paralympics 2010 in Vancouver
- Gold in Abfahrt, sitzend
- Silber im Riesenslalom, sitzend

Winter-Paralympics 2006 in Turin
- 8. Rang und paralympisches Diplom im Riesenslalom Turin 2006

### Weltcup
- Weltcupsieger Riesenslalom Arta Terme (I) 2011
- Weltcupsieger Abfahrt Sestriere (I) 2010
- 2. Rang Weltcup Riesenslalom Abtenau (A) 2010
- 3. Rang Riesenslalom Gesamtwertung Saison 08/09
- 3. Rang Weltcup Riesenslalom La Molina (S) 2009
- 2. Rang Weltcup Super-G 2007
- 6. Rang Weltcupfinal Riesenslalom 2005[1]

### Europacup
- Europacup Gesamtsieger Saison 2007/2008
- Europacup Disziplinsieger Riesenslalom und Super-G 2007/2008
- Europacup Disziplinsieger Riesenslalom 2006/2007
- Europacup Gesamtsieger 2006/2007
- 4 Europacup Podestplätze 2005/2006
- erster Europacup Podestplatz Riesenslalom 2005[1]

### Schweizermeisterschaft
- Doppelschweizermeister Slalom und Riesenslalom 2010
- Doppelschweizermeister Slalom und Riesenslalom 2009
- Schweizermeister Riesenslalom 2008
- Doppelschweizermeister Slalom und Riesenslalom 2007
- Doppelschweizermeister Slalom und Riesenslalom 2006[1]